# モラワノケトゥス
モラワノケトゥス（学名：Morawanocetus ）はアエティオケトゥス科に属する基盤的なヒゲクジラ類の属で、漸新世チャッティアンに生息していた。
化石は北太平洋で発見されている。
モラワノケトゥスは1995年に Barnes らによって命名され、同時に模式種である M. yabukii も記載された。さらに 1700-1900 万年前のものとされる新たな3種が2000年から2005年にかけてカリフォルニア州の高速道路拡張工事現場で発見された。これら3つの新標本はそれまで考えられていたモラワノケトゥス絶滅よりも500万年も後の時代のものだったが、それらの近くからは4番目の標本も発見されており、現在プレパレーション中ではあるが明らかにアエティオケトゥス科の歯列を保持している。
モラワノケトゥスは、幅広い頭骨、込み入った頬部、歯冠、短い頚部を持つ分岐である。モラワノケトゥスの最初の化石は北海道の上部漸新統チャッティアンとされている茂螺湾累層( Morawan Formation ) から発見された。最近の発見はカリフォルニアでは初めてのモラワノケトゥス化石発見であったが、本属は日本産クジラ化石としてより一般的である。
モラワノケトゥスはアエティオケトゥス・Ashorocetus・コーネケトゥス・Willungacetus と姉妹群をなす。
北海道足寄町産のモラワノケトゥス化石 AMP14（足寄動物化石博物館登録番号14）はプレパレーションが完了した結果、有胎盤類基本歯式を持つ上顎歯列後方内側に栄養孔が確認された。栄養孔が存在した口蓋のくぼんだ盆状部分にクジラヒゲを備えていたと考えられている。

### 記載論文
- Barnes, L. G.; Kimura, M.; Furusawa, H.; Sawamura, H. (1995). “Classification and distribution of Oligocene Aetiocetidae (Mammalia; Cetacea; Mysticeti) from western North America and Japan”. The Island Arc 3 (4):  392–431. doi:10.1111/j.1440-1738.1994.tb00122.x.